# Palanganero

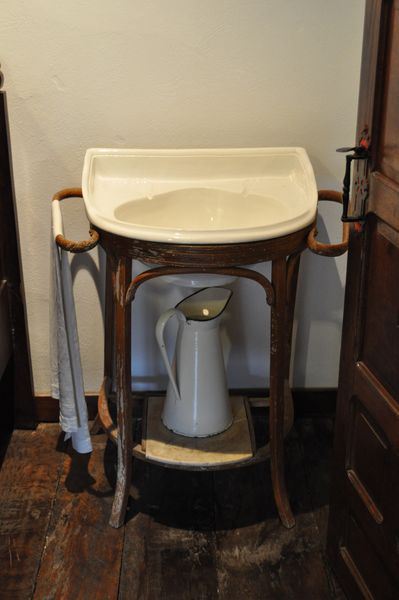
Palanganero con moderno lavabo en la Casona (casa-museo) de Tudanca.

Se llama palanganero a un mueble de madera o hierro de unos 85 centímetros de altura y por lo general con tres patas, donde se colocaba la palangana para lavarse antes de la difusión de la fontanería.
El modelo más corriente de palanganero consta de un cerco superior, en el que se encajaba la palangana, y dos asas laterales para colgar las toallas. Debajo, entre las patas, a unos veinte centímetros del suelo se encuentra una plataforma sobre la que se colocaba indistintamente, la jarra del agua limpia o el cubo del agua usada. Los modelos más sofisticados incluían un espejo enmarcado por la prolongación de las patas traseras. La palangana podía ser de metal o de loza. En ambos casos podía tener un orificio central con tapón para que el agua cayera sobre el cubo.
El palanganero se encontraba en los dormitorios y servía para el aseo personal. Se complementaba, además de la palangana, con una jarra de loza o de metal que en los caso más lujosos podían llegar a formar un pequeño juego de piezas (jabonera, vasos, cajitas). Aun pueden adquirirse viejos palanganeros a la venta en subastas y tiendas de antigüedades o modernas reproducciones de los antiguos para decoración. 